# Nataša Tanská
Nataša Tanská (Prága, 1929. november 30. – 2014. július 17.) cseh író, újságíró, drámaíró, forgatókönyvíró, fiatal korában gyermekszínész. Szlovák és cseh nyelven írt.

## Élete
Prágában született, az anyja orosz emigránsok leszármazottja volt. Gyermekkorát Zlínben töltötte, ahol 11 éves korában egy filmrendező felfigyelt rá, évekig gyermekszínészként foglalkoztatták. A megszállás után a szüleivel elköltözött Trencsénbe. A színészetet egészségi okokból 1952-ben fejezte be. A Pozsonyi Színművészeti Főiskolán tanult, ahol később dolgozott is. 1956-től 1963-ig a Kultúrny zivot, 1963 és 1964 között a cseh Kultúrní tvorba szerkesztője. A Roháč magazinnál is dolgozott. 1964-től 1969-ig a Szlovák Játékfilmstúdióban volt dramaturg Pozsonyban, majd a prágai Albatros Kiadó szerkesztőjeként működött.
Nataša Tanská kétszer volt házas, első férje Bedřich Rádl, a második Jan Válek.
A könyvei Szlovákiában is megjelentek. Jelentős a szerepe a csehszlovák művészet történetében. 1969-től Prágában élt, kivéve azt az időszakot (1990–1997), amikor Londonban tartózkodott második férjével, Jan Válekkel, aki itt cseh konzulként dolgozott.
Noha 1945. március 30-án a Lidove noviny arról számolt be, hogy Nataša Tanská egy támadás során Prágában meghalt, valójában 2014. július 17-én, 84 éves korában hunyt el a prágai Sue Ryder nyugdíjas otthonban, ahol az utolsó éveit töltötte.

## Filmjei (gyermekszínészként)
- Babička (1940) Nagymama (Barunka szerepében)
- Preludium (1941) Előszó
- Předtucha (1947) Ómen
- Bílá tma (1948) Fehér sötétség
- Krakatit (1948) Krakatit[3]
- Mladá léta (1952) A fiatal évek

## Íróként
Cikkeket és tanulmányokat írt irodalmi és művészeti újságokba, folyóiratokba, melyek a színházról és a filmművészetről szóltak. Az első kisepikákat tartalmazó gyűjteménye 1964-ben jelent meg, Dvaja v tráve (Ketten a fűben) címmel. Az elbeszélésekben az elszürkült emberi kapcsolatokról írt, líraian és fantasztikummal színesítve. 1970-ben More (Tenger) című novellája a jugoszláv tengerparton játszódik, a főhősnő felnőtté érését mesélte el.
A gyermek- és ifjúsági irodalomban rendkívül termékeny volt: elbeszéléseket, meséket, ifjúsági rádió- és tévéjátékokat írt. Szívesen ábrázolta azt, hogy az erkölcsi nevelés elvei mennyire valósíthatók meg a mindennapi életben a gyermekek világában. A kisebb gyerekek számára népszerű meséskönyveket írt: Puf a Muf (Puff és Muff, 2006), Puf a Muf – zítra jdeme do školy (Puff és Muff – holnap megyünk iskolába, 2010).
Ifjúsági regényei és elbeszélései a gyerekek és fiatalok szemszögéből leplezi le a felnőttek hazug világát: Mama, urob iné ticho (Mama, csinálj más csendet, 1976), S dievíiskom sa nehráme (Azzal a lánnyal nem játszunk, 1978). Élénkek és kiválóak a párbeszédei, ezért is kedveltek a gyermek- és ifjúsági művei, a rádió- és tévéjátékai.

## Könyvei
- Madlenka je sama doma (1973) Madlenka egyedül van otthon (Helena Rokytovával együtt)
- Co tu bylo, kdo tu byl?: Co tu bude, kdo tu bude? (1977) Mi volt itt, ki volt itt?: Mi lesz itt, ki lesz itt? (Zdeněk Seydllel együtt)
- Mámo, udělej jiné ticho (1978) Anya, csinálj csendet
- S holkou si nehrajem (1978) Azzal a lánnyal nem játszunk
- Tam to není, kde to je? (1981) Nincs ott, hol van? (Luboš Grunttal együtt)
- Podívej, to je město (1981) Nézd, ez a város (Jiří Kalousekkel együtt)
- Podívej, to je vesnice (1981) Nézd, ez egy falu (Jiří Kalousekkel együtt)
- Postskripta (1999) Utóirat (a férjével, Jan Válekkel együtt)
- Heč, jdu do nemocnice (2001) Nézd, megyek a kórházba
- Proč jdeme mladým na nervy? (2001) Miért idegesítjük a fiatalokat?
- Péťa bude koukat (2002) Péter figyelni fog
- Já to vidím jinak, miláčku! Mužsko-ženský slovník (2004) Másképp látom, drágám! Férfi-női szótár
- Co mi řekl semafor (2005) Amit a lámpa mondott nekem
- Puf a Muf (2006) Puff és Muff
- Puf a Muf – zítra jdeme do školy (2010) Puff és Muff – holnap megyünk iskolába
- Vyznáte se v tlačenici? (2011) Ismeri a tömeget?

### Magyarul
- Két mikronovella (Irodalmi Szemle, 1966/4. szám, 336. oldal, fordította: Sándor K.)
- Csöpi egyedül van; ford. Gimesi István, ill. Irena Tarasová; Mladé letá, 1969
- Puff és Muff (Móra Könyvkiadó, Budapest, 1972 és 1983, fordította: Schindler Anna, illusztrálta: Viera Gergel'ová)
- A tenger; ford. Kopasz Csilla; Európa–Madách, Bp.–Bratislava, 1973

## Rádiójátékok
- Hodina angličtiny (1974) Angolóra
- Každý čtvrtek – Minden csütörtökön

## Színdarabok
- Případ finského nože (detektívtörténet)
- Mezi pátou a sedmou (egyfelvonásos)
- Dnes před půlnocí (monodráma)
- Oblázek na břehu mořském (2 felvonás prológgal)
- Kongres (fekete komédia, detektívtörténet)
- Duel, Dopis

## Fordítás
- Ez a szócikk részben vagy egészben  a   Nataša Tanská című cseh Wikipédia-szócikk ezen változatának fordításán alapul.  Az eredeti cikk szerkesztőit annak laptörténete sorolja fel. Ez a jelzés csupán a megfogalmazás eredetét és a szerzői jogokat jelzi, nem szolgál a cikkben szereplő információk forrásmegjelöléseként.